# Mirko Reinke
Mirko Reinke (* 21. Mai 1980 in Dortmund) ist ein ehemaliger deutscher Eishockeyspieler, der unter anderem für den Iserlohner EC, EV Duisburg, ETC Crimmitschau und die Moskitos Essen in der zweithöchsten deutschen Spielklasse aktiv war. 

## Karriere
Mirko Reinke machte seine ersten Schritte im Herrenbereich in den späten 1990er-Jahren beim Iserlohner EC (IEC). Während er in der Saison 1998/99 auf elf Einsätze für die erste Mannschaft in der damals zweitklassigen Bundesliga kam, lief der gelernte Stürmer parallel auch für Nachwuchsmannschaften auf. Mit dem U20-Team wurde er im Jahr 2000 Deutscher Junioren-Meister. Zudem sammelte er Spielpraxis im 1b-Team des IEC in der Regionalliga.
Ab 2000 spielte Reinke für den EC Timmendorfer Strand sowie den EV Duisburg. Im Jahr 2003 unterzeichnete er einen Vertrag beim ETC Crimmitschau in der 2. Bundesliga. Hier avancierte er zum Publikumsliebling und war außerdem einer der Leistungsträger im Team. In seinen fünf Jahren, die er – abgesehen von einem kurzen Intermezzo bei den Moskitos Essen – in Crimmitschau verbrachte, erzielte Reinke 138 Scorerpunkte.
Nach der Saison 2007/2008 verließ er seinen langjährigen Arbeitgeber und heuerte in seiner Heimatstadt beim EHC Dortmund an. Mit den Elchen stieg der Center zum Ende der Spielzeit 2008/09 in die Oberliga auf. Im Sommer 2009 verließ er den Verein und schloss sich dem Viertligisten Lippe-Hockey-Hamm an. In der Saison 2010/11 absolvierte er nur noch zwei Spiele für Hamm und übernahm stattdessen nach der Entlassung von Andreas Pokorny die Position des Cheftrainers.

### Inline-Skaterhockey
Seit dem Ende seiner Eishockeykarriere ist Reinke im Inline-Skaterhockey aktiv. Von 2012 bis 2017 spielte er für die Sauerland Steel Bulls, mit denen er 2016 in die Bundesliga aufstieg. Seit 2018 läuft er für die Highlander Lüdenscheid auf.

## Erfolge und Auszeichnungen
- 2000 Deutscher Junioren-Meister mit dem Iserlohner EC
- 2006 Aufstieg in die 2. Bundesliga mit dem ETC Crimmitschau
- 2009 Aufstieg in die Oberliga mit dem EHC Dortmund

## Karrierestatistik
(Legende zur Spielerstatistik: Sp oder GP = absolvierte Spiele; T oder G = erzielte Tore; V oder A = erzielte Assists; Pkt oder Pts = erzielte Scorerpunkte; SM oder PIM = erhaltene Strafminuten; +/− = Plus/Minus-Bilanz; PP = erzielte Überzahltore; SH = erzielte Unterzahltore; GW = erzielte Siegtore; 1 Play-downs/Relegation; Kursiv: Statistik nicht vollständig)